# Órgano de la Basílica del Santísimo Sacramento

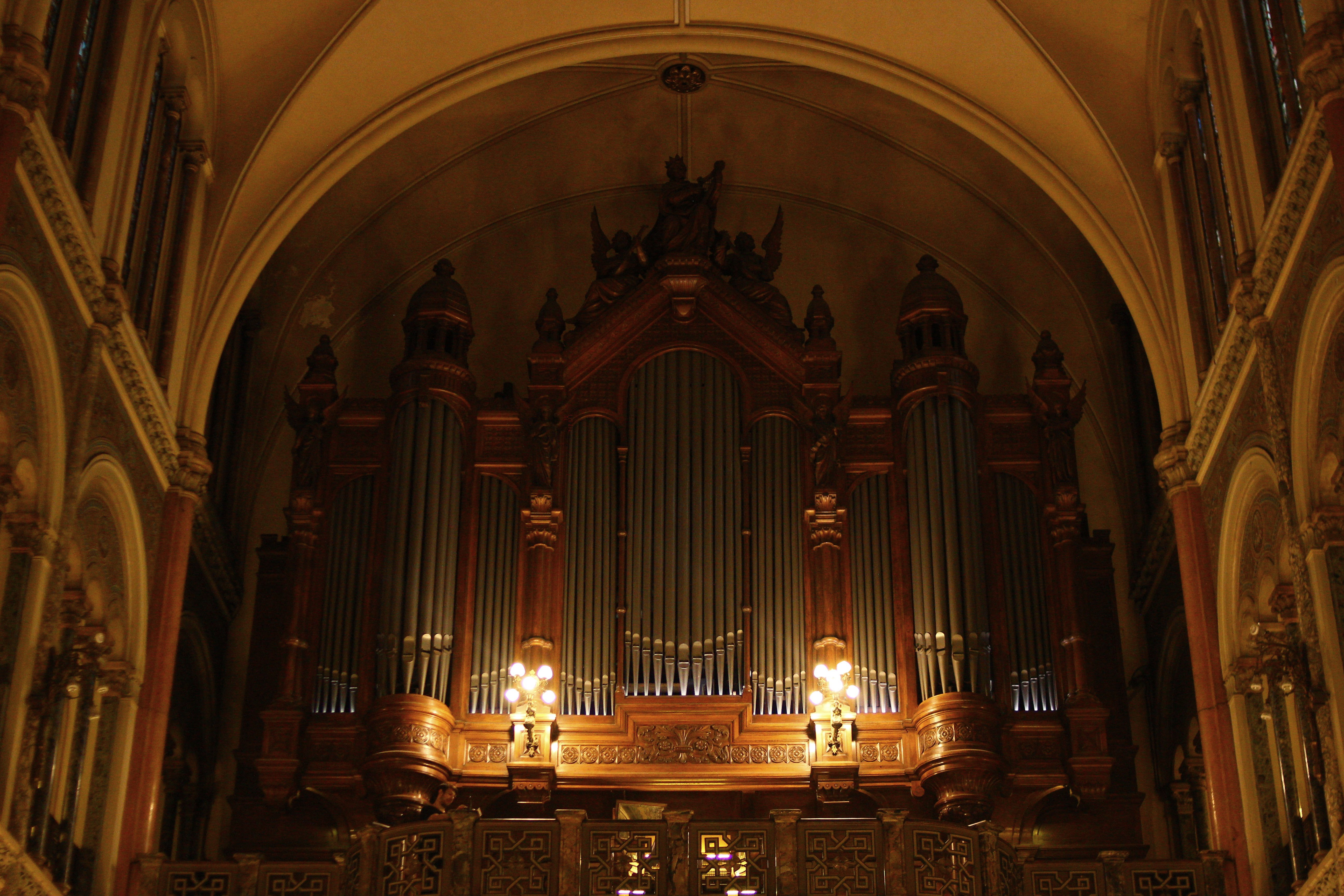
Vista del órgano desde la nave de la Basílica.

El Órgano de la Basílica del Santísimo Sacramento es un instrumento emplazado en dicho templo ubicado en el barrio de Retiro, en la ciudad de Buenos Aires, Argentina. Fue fabricado por la firma francesa Mutin-Cavaillé-Coll en 1912, e instalado en 1915. Posee cuatro manuales, pedalera, 4980 tubos de estaño, plomo, pino y zinc, agrupados en 92 rangos y 73 registros. Es el órgano más grande de Argentina, y se trata del instrumento más grande instalado fuera de Francia por la firma Cavaillé-Coll.

## Historia
A petición de Mercedes Anchorena se construyó la Basílica del Santísimo Sacramento ubicada en el barrio de Retiro, en la ciudad de Buenos Aires, y para la adquisición del órgano la misma Anchorena viajó a París para concretar la compra del instrumento. La firma Mutin-Cavaillé-Coll tuvo una sede en la ciudad de Buenos Aires en la calle Estados Unidos. Este instrumento se trata del órgano Cavaillé-Coll más grande instalado fuera de Francia.
Fue ensamblado en 1912 en Francia, y montado e inaugurado en 1915. Para su concierto inaugural el organista francés Jules Beyer, interpretó la Quinta Sinfonía de Charles-Marie Widor.
La consola original fue sustituida por una italiana de la firma Tamburini en 1955, la acción fue cambiada a electro-neumática, no se sabe que sucedió con la consola original. La disposición de los manuales fue cambiada con la nueva consola, el manual "Grand Orgue" pasó al manual II y el "Positif" al I. En 1983 la circuitería del instrumento fue transistorizada dejando de usar las válvulas de vacío.
Disposición original:
- I Manual = Gran Órgano
- II Manual = Positif
- III Manual = Récit
- IV Manual = Solo

## Características
El órgano originalmente poseía una consola de cuatro manuales con pedalera y tres pedales de crescendo y expresión, la acción era del tipo mecánica. Cuenta con 4980 tubos de estaño, plomo, pino y zinc agrupados en 73 registros. las divisiones Récit, Positif y Pédale tiene Tremulant mientras que el Récit y Positif tienen pedal de expresión.
La generación de aire es producida por varios dispositivos, uno de ellos un motor de la Sociéte Electrique de Nancy, dos ventiladores, uno de la fábrica Enfer, y el otro fabricado por la casa alemana Laukhuff.

## Disposición
El órgano posee la siguiente disposición:
| I Manual. Positif |                    |         |
| 01.               | Quintaton          | 016’    |
| 02.               | Principal          | 08’     |
| 03.               | Flute harmonique   | 08’     |
| 04.               | Cor de Nuit        | 08’     |
| 05.               | Salicional         | 08’     |
| 06.               | Unda maris         | 08’     |
| 07.               | Octave             | 04’     |
| 08.               | Flaute octaviante  | 04’     |
| 09.               | Quinte bouchée     | 02 2/3’ |
| 010.              | Flageolet          | 02’     |
| 011.              | Tierce             | 01 3/5’ |
| 012.              | Cor anglais        | 016’    |
| 013.              | Trompette royale   | 08’     |
| 014.              | Clarinette         | 08’     |
| 015.              | Soprano harmonique | 04’     |
| 016.              | Tramulant          | 0       |

| 0 | Acoplamientos | 0 |
| 0 | III/I         |   |
| 0 | IV/I          |   |
| 0 | Sub I         |   |
| 0 | Super I       |   |
| 0 | Sub III/I     |   |
| 0 | Sub IV/I      |   |
| 0 | Super III/I   |   |
| 0 | Super IV/I    |   |

| II Manual. Gran Órgano |                  |         |
| 01.                    | Montre           | 016’    |
| 02.                    | Bourdon          | 016’    |
| 03.                    | Principal fort   | 08’     |
| 04.                    | Montre           | 08’     |
| 05.                    | Flute harmonique | 08’     |
| 06.                    | Bourdon          | 08’     |
| 07.                    | Violoncelle      | 08’     |
| 08.                    | Quinte           | 05 1/3’ |
| 09.                    | Prestant         | 04’     |
| 010.                   | Nazard           | 02 2/3’ |
| 011.                   | Doublette        | 02’     |
| 012.                   | Fourniture       | 0V      |
| 013.                   | Cymbale          | 0IV     |
| 014.                   | Cornet           | 0V      |
| 015.                   | Bombarde         | 016’    |
| 016.                   | Trompette        | 08’     |
| 017.                   | Clairon          | 04’     |

| 0 | Acoplamientos | 0 |
| 0 | I/II          |   |
| 0 | III/II        |   |
| 0 | IV/II         |   |
| 0 | Sub II        |   |
| 0 | Super II      |   |
| 0 | Sub I/II      |   |
| 0 | Sub III/II    |   |
| 0 | Sub IV/II     |   |
| 0 | Super I/II    |   |
| 0 | Super III/II  |   |
| 0 | Super IV/II   |   |

| III Manual. Récit |                      |      |
| 01.               | Bourdon              | 016’ |
| 02.               | Diapason             | 08’  |
| 03.               | Flaute harmonique    | 08’  |
| 04.               | Viole de Gambe       | 08’  |
| 05.               | Voix céleste         | 08’  |
| 06.               | Flaute octaviante    | 04’  |
| 07.               | Octavin              | 02’  |
| 08.               | Plein jeu            | 0VII |
| 09.               | Cornet               | 0V   |
| 010.              | Basson               | 016’ |
| 011.              | Trompette harmonique | 08’  |
| 012.              | Basson hautbois      | 08’  |
| 013.              | Voix humaine         | 08’  |
| 014.              | Clairon harmonique   | 04’  |
| 015.              | Tramulant            | 0    |

| 0 | Acoplamientos   | 0 |
| 0 | IV/III          |   |
| 0 | Sub III         |   |
| 0 | Super III       |   |
| 0 | Sub IV al III   |   |
| 0 | Super IV al III |   |

| IV Manual Solo |                   |        |
| 1.             | Cor de nuit       | 16’    |
| 2.             | Grosse flute      | 8’     |
| 3.             | Jubal             | 8’     |
| 4.             | Flute d’orchestre | 4’     |
| 5.             | Viola             | 4’     |
| 6.             | Eoline            | 4’     |
| 7.             | Quinte            | 2 ⅔’   |
| 8.             | Larigot           | 2’     |
| 9.             | Tierce            | 1 ⅗’   |
| 10.            | Septiéme          | 1 1/7’ |
| 11.            | Tuba mirabilis    | 8’     |
| 12.            | Cor d’harmonie    | 4’     |
| 13.            | Cloches           |        |

| 0 | Acoplamientos | 0 |
| 0 | II/IV         |   |
| 0 | Sub IV        |   |
| 0 | Super III/IV  |   |
| 0 | Sub III/IV    |   |
| 0 | Super II/IV   |   |

| Pédale |                  |         |
| 1      | Acoustique       | 032’    |
| 2      | Contrebasse fort | 016’    |
| 3      | Contrebasse      | 016’    |
| 4      | Soubasse         | 016’    |
| 5      | Violon basse     | 016’    |
| 6      | Quinte           | 010 ⅔’  |
| 7      | Basse bouchée    | 08’     |
| 8      | Flute            | 08’     |
| 9      | Bourdon          | 08’     |
| 10     | Violin diapason  | 08’     |
| 11     | Quinte           | 05 1/3’ |
| 12     | Flute ouverte    | 04’     |
| 13     | Trombone         | 016’    |
| 14     | Trompette        | 08’     |
| 15     | Clairon          | 04’     |
| 16     | Cloches          | 08’     |
| 17.    | Tramulant        | 0       |

| 0 | Acoplamientos | 0 |
| 0 | I/P           |   |
| 0 | II/P          |   |
| 0 | III/P         |   |
| 0 | IV/P          |   |
| 0 | Super I/P     |   |
| 0 | Super II/P    |   |
| 0 | Super III/P   |   |
| 0 | Super IV/P    |   |

| Toe studs |                              |   |
| 01.       | Fonds                        | 0 |
| 02.       | Violes                       | 0 |
| 03.       | Anches                       | 0 |
| 04.       | Tutti                        | 0 |
| 05.       | Grand choeur manuales I y II | 0 |
| 06.       | I/P                          | 0 |
| 07.       | II/P                         | 0 |
| 08.       | III/P                        | 0 |
| 09.       | III/I                        | 0 |
| 010.      | I/II                         | 0 |
| 011.      | III/II                       | 0 |
| 012.      | 6 combinaciones libres       | 0 |

| Thumb pistons |                                                    |   |
| 01.           | 8 combinaciones libres ajustables para cada manual | 0 |
| 02.           | 6 combinaciones libres generales                   | 0 |
| 03.           | Principal fort                                     | 0 |
| 04.           | Tutti                                              | 0 |
| 05.           | Glockenspiel attenuator off                        | 0 |
| 06.           | Memory setter                                      | 0 |
| 07.           | Expressions joined                                 | 0 |
| 08.           | Pedale Grand Orgue                                 | 0 |
| 09.           | Piano Pedale                                       | 0 |
| 010.          | Acoplamientos generales                            | 0 |

| Switch tablets |                                 |   |
| 01.            | Lengüetas I                     | 0 |
| 02.            | Lengüetas II                    | 0 |
| 03.            | Lengüetas III                   | 0 |
| 04.            | Lengüetas IV                    | 0 |
| 05.            | Pedal para Lengüetas            | 0 |
| 06.            | Tutti de Lengüetas              | 0 |
| 07.            | Grand Choeur para II y III      | 0 |
| 08.            | Cornet para II y III            | 0 |
| 09.            | Mutation stops                  | 0 |
| 010.           | Quinta para Pedal               | 0 |
| 011.           | Superoctavas                    | 0 |
| 012.           | Suboctavas                      | 0 |
| 013.           | Manuales acoplados              | 0 |
| 014.           | Acoplamientos Manuales al pedal | 0 |

| Crescendo/Expression |                    |  |
| 1.                   | Crescendo          |  |
| 2.                   | Expression Récit   |  |
| 3.                   | Expression Positif |  |